# Tang-e Sak
Tang-e Sak (persiska: تَنگِ دَركَش, تنگ سک) är en ort i Iran.   Den ligger i provinsen Bushehr, i den centrala delen av landet, 700 km söder om huvudstaden Teheran. Tang-e Sak ligger 658 meter över havet och antalet invånare är 197.
Terrängen runt Tang-e Sak är huvudsakligen kuperad, men åt sydost är den platt. Runt Tang-e Sak är det ganska glesbefolkat, med 43 invånare per kvadratkilometer. Närmaste större samhälle är Tang-e Eram, 15,6 km sydost om Tang-e Sak. Omgivningarna runt Tang-e Sak är i huvudsak ett öppet busklandskap.